# Гвальберто Вільярроель
Гвальберто Вільярроель Лопес (ісп. Gualberto Villarroel; 15 грудня 1908 — 21 липня 1946) — болівійський політичний діяч, президент країни з грудня 1943 до липня 1946 року. Реформіст, іноді його порівнюють з аргентинським лідером Пероном. Запам'ятався своїми фашистськими симпатіями. Передусім, запам'яталась його насильницька смерть того ж дня, коли його було усунуто від влади.

## Біографія
Вільярроель народився у селі Вілья-Ріверо, Кочабамба, 15 грудня 1908 року. Брав участь у Чакській війні (1932—1935) проти Парагваю. Після нищівної поразки болівійців у цьому конфлікті переконався, що його країна потребує глибинних структурних змін; був прибічником «соціалістичного мілітаризму», запровадженого Давидом Торо та Ерманом Бушем (1936—1939). Після самогубства полковника Буша у серпні 1939 року, консервативні сили почали заявляти про себе, прийшовши до влади за результатами виборів 1940 року, на яких перемогу здобув Енріке Пеньяранда. Вільярроель був однодумцем молодих, більш ідеалістичних офіцерів, які підтримували принципи Торо й Буша.
У грудні 1943 року було здійснено державний переворот проти президента Пеньяранди, в результаті чого майор Гвальберто Вільярроель став де-факто президентом Болівії. Він сформував коаліцію з головних реформістських партій того часу, яка отримала назву «Революційного націоналістичного руху».
Вільярроель здійснив багато далекоглядних реформ, включаючи розширення прав профспілок та пенсійну реформу. Також, наслідуючи прикладу Буша, скликав Національні збори для підготовки конституційної реформи. У серпні 1944 домігся від Конгресу проголошення себе конституційним президентом. У зовнішній політиці Вільярроель стикнувся з величезними перепонами з боку офіційного Вашингтона, який не бажав визнавати його президентом Болівії. Зрештою, адміністрація Рузвельта визнала Вільярроеля легітимним правителем, але тільки в обмін на виключення зі складу уряду про-фашистських міністрів.
Не знадобилось багато часу, щоб себе проявила консервативна реакція. Представники консерваторів мали широкі інтереси у гірничій промисловості. Більше того, самі робітники скористались реформами президента, щоб вимагати подальших поступок для себе та профспілок. Все це змусило уряд вжити репресивних заходів задля збереження контролю над ситуацією. Серед цих заходів особливою жорстокістю відзначилось убивство та поховання верхівки болівійської інтелігенції. Це, у свою чергу, дало привід традиційним партіям організувати й почати загальнонаціональне повстання, кульмінацією якого стало убивство президента. 21 липня 1946 року натовп оточив президентський палац.
Вільярроель, який перебував всередині приміщення, оголосив про свою відставку, проте розлючений натовп викладачів, студентів та жінок захопив зброю в арсеналі та увірвався до палацу. В результаті цих дій було вбито самого президента та деяких його помічників. Тіло Вільярроеля було скинуто з балкону на майдан, де натовп підхопив його та повісив на стовпі. Напевне, людей надихнула кінохроніка смерті Беніто Муссоліні, яку не так давно транслювали в країні.
Після цього опозиція відновила контроль над урядом, зберігаючи його до революції 1952 року.